# Ouranoúpoli
Ouranoúpoli (en grec moderne : Ουρανούπολη, « cité d'Ouranos » ou « cité du ciel ») est une localité située en Chalcidique dans le nord de la Grèce, sur le territoire de la municipalité de Stágira-Ákanthos.

## Étymologie
Le village, qui portait autrefois le nom de Prosphori, a été rebaptisé en 1946 du nom d'une cité antique, Ouranoúpolis (Ουρανούπολις, aussi nommée en français Uranopolis), fondée en 315 av. J.-C. par Alexarchos, fils d’Antipater et frère de Cassandre,.

## Description
C'est aujourd'hui une cité balnéaire très prisée des touristes, mais aussi et surtout par les nombreux pèlerins (environ 30 000 par an dont 10 % d'étrangers) qui visitent la communauté monastique du mont Athos dont le port de Dafni se trouve à deux heures de navigation par navette maritime, seul moyen d'accès aux monastères athonites, partant chaque matin du port, près de la tour byzantine de Prosphori (datant du XIIe siècle) et met environ deux heures pour atteindre Dáfni (le port de la « Sainte Montagne »), située à environ 25 km plus au sud.
De Tripití, part également un bac à destination de l'île d'Ammoulianí, seule île de Chalcidique, située au large d'Ouranoúpoli.
Des liaisons existent aussi en autocar vers les autres localités de la péninsule de Chalcidique et vers Thessalonique.

## Histoire
À quelques kilomètres au nord-ouest d'Ouranoúpoli, entre les localités de Néa Róda et Tripití, l'armée de Xerxès Ier creusa un canal pendant les guerres médiques : le canal de Xerxès, pour éviter aux navires de la flotte perse de doubler la péninsule du mont Athos, sujette à de fréquentes tempêtes. Les traces du canal sont encore visibles de nos jours.

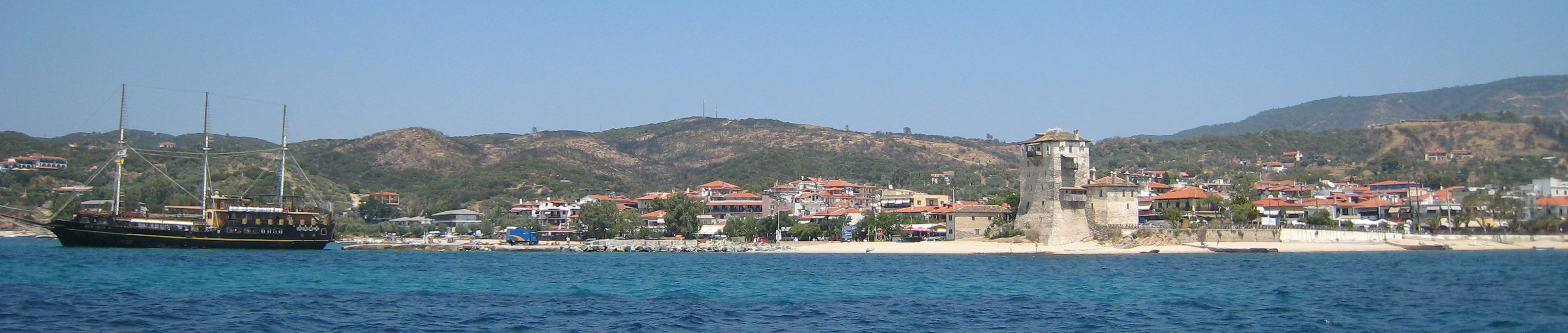
Vue du port et de la cité depuis la mer.